# 阿尔扎迈
阿尔扎迈是俄罗斯伊尔库茨克州的一座城市。位于Toporok河流域，伊尔库茨克西北600公里处。人口7,383人（2002年人口普查）；9,029人（1989年人口普查）。该地于1899年建立，1955年正式设市。